# Didnauri
Didnauri (en georgià: დიდნაური) és un jaciment arqueològic de l'edat del bronze tardà / edat del ferro a Geòrgia, situat a les estepes de la plana Shiraki, al municipi de Dedoplistskaro, al sud-est del país. L'Agència Nacional per a la Conservació del Patrimoni Cultural de Geòrgia, que dona suport els treballs de camp en curs, l'ha descrit com «l'assentament més antic» descobert al sud del Caucas. El lloc està inscrit en la llista dels Monuments Culturals destacats de Geòrgia.

## Descoberta
El lloc de Didnauri es va descobrir, el 2014, a través d'imatges de satèl·lit a la part occidental de la plana de Shiraki, utilitzades com a terres de conreu. Les excavacions preliminars van revelar les ruïnes d'un gran assentament, que va ser datat per un equip d'arqueòlegs georgians entre el període del segle xii al segle IX abans de Crist. L'assentament està comprès per un mur defensiu d'1,5 km de longitud i 7 m d'amplada, fet d'argila i troncs de fusta, «únic en la seva mida i disseny», com el descriu l'expedició dirigida per l'arqueòleg Konstantine Pitskhelauri. El patró de destrucció del mur suggereix un desastre natural inesperat, probablement un terratrèmol.
Entre altres estructures en ruïnes, s'hi van descobrir diversos edificis, inclosos els que aparentment s'usaven per a rituals religiosos, un sistema de subministrament d'aigua i quatre tombes, que contenien artefactes de principis del segle X aC, com ara atuells de ceràmica, eines de pedra i articles de bronze. Una de les tombes pertanyia a un guerrer de classe alta, que va ser enterrat amb la seva daga i tenia una punta de fletxa, no d'origen local, a l'àrea de l'estómac.